# Essert-Pittet
Essert-Pittet es una comuna suiza del cantón de Vaud, situada en el distrito de Jura-Nord vaudois. Limita al norte con la comuna de Ependes, al este con Suchy, al sur y oeste con Chavornay, y al noroeste con Orbe.
La comuna formó parte hasta el 31 de diciembre de 2007 del distrito de Yverdon, círculo de Belmont-sur-Yverdon.

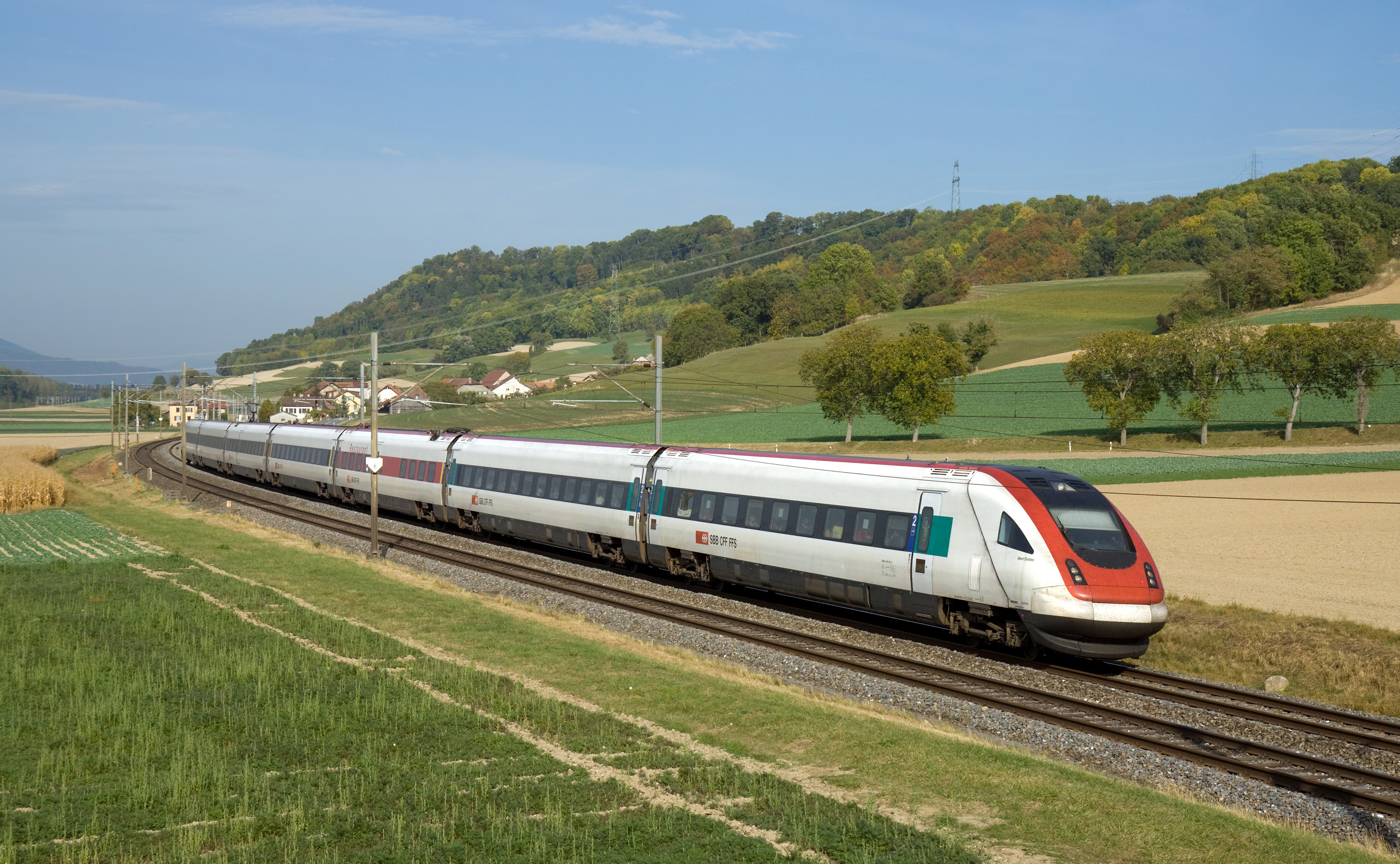
Tren pasando por Essert-Pittet.